# РГР (граната)
Ручна граната подразнювальна РГР (рос. «Ручная граната раздражающая» «Рулет-ВВ») — 60-мм ручна аерозольна граната на основі речовини хлоробензальмалононітрил (CS). Виробник — російське підприємство НДІ Прикладної Хімії.

## Призначення та будова
Призначена для придушення психовольової стійкості правопорушників або живої сили противника під час проведення спецоперацій та при ліквідації масових заворушень. Конструкція гранати забезпечує її обертання в процесі утворення хмари подразнювальної речовини CS, що запобігає можливості її зворотного відкидання.
Ззовні подібна ручній аерозольній гранаті «Дрейф-2». За аналогічною конструкцією виконані: граната білого диму РГР-Б (з інертним складом білого диму), навчально-тренувальна граната РГ-60А «Дрейф-2У», граната для швидкого створення димової завіси «Дым» РДГ-М, та термобарична граната РГ-60ТБ. В залежності від призначення корпус гранат має відмінний колір, маркування, тактильні знаки.

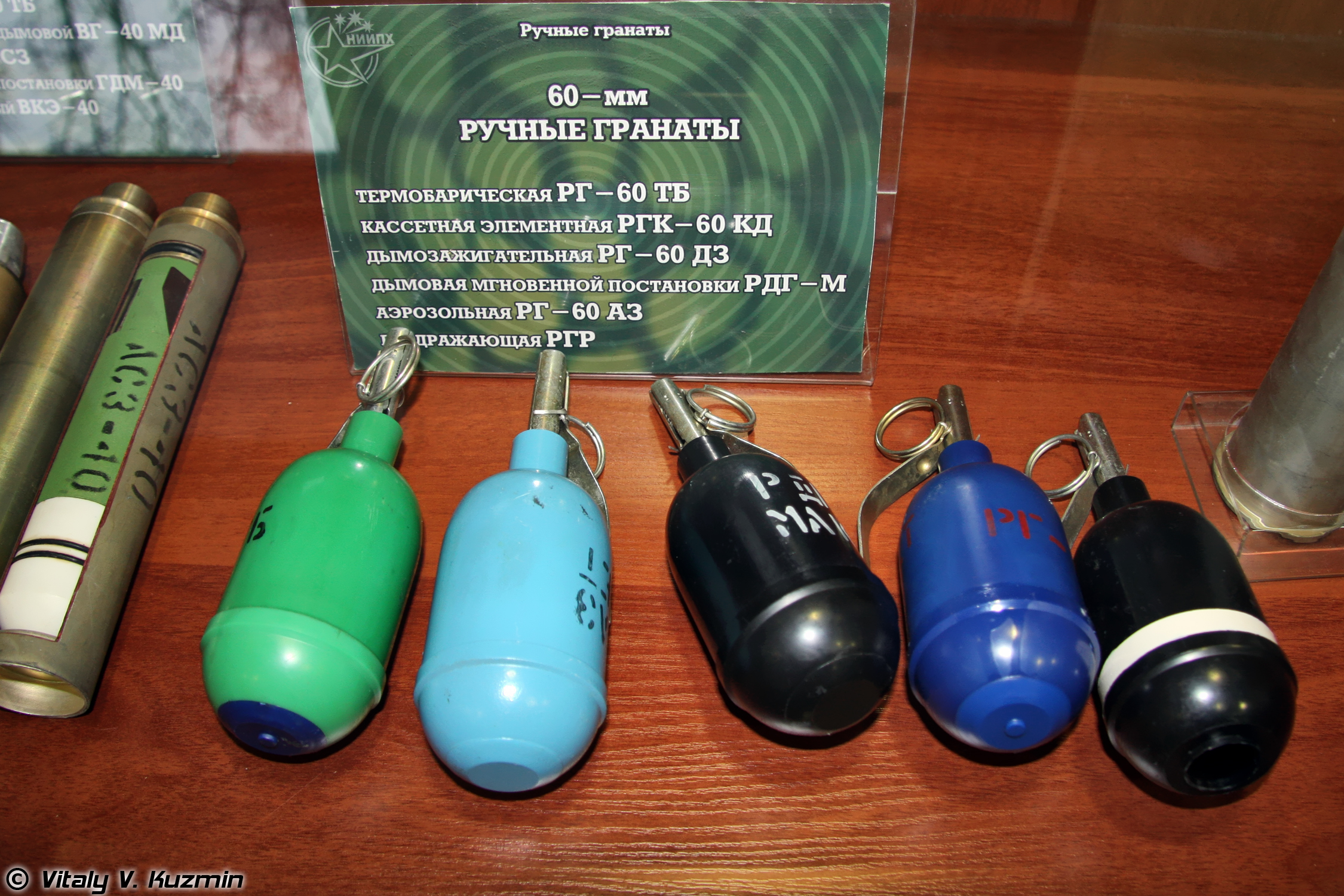
Лінійка 60 мм ручних гранат ЦНДІТОЧМАШ

## Технічні характеристики
Граната має такі технічні характеристики:
- Діаметр: 58 мм
- Висота з запалом: 170 мм
- Маса: 250 г
- Час інтенсивного горіння: 20 с

## Застосування
Під час Революції гідності разом з іншими спеціальними засобами певна кількість ручних подразнювальних гранат РГР була завезена в січні 2014 року з росії до України літаком Ан-12. Ці спецзасоби (але не гранати РГР) постановою Кабміну № 13 від 22 січня 2014 року були прийняті на озброєння МВС України. Надалі, цими гранатами бійці підрозділу «Беркут» закидали мітингувальників. При цьому, до світлошумових гранат бійці «Беркуту» стали кріпити цвяхи, болти та гайки, що значно збільшило їхню силу ураження.

## Бойове застосування

### Російсько-українська війна
У перші два роки повномасштабного російського вторгнення були зафіксовані численні випадки застосування російськими військовими аерозольних гранат з отруйною речовиною CS проти Сил оборони України. Зокрема, були зафіксовані випадки скидання з БПЛА ручних аерозольних гранат РГР, як і К-51 та інших.